# 北海道道772号上斗満大誉地線
北海道道772号上斗満大誉地線（ほっかいどうどう772ごう かみとまむおよちせん）は、北海道陸別町と足寄町を結ぶ一般道道（北海道道）である。

## 概要

### 路線データ
- 起点：北海道足寄郡陸別町上斗満（北海道道502号斗満陸別停車場線交点）
- 終点：北海道足寄郡足寄町大誉地（国道242号交点）
- 総延長：13.9km

## 歴史
- 1972年（昭和47年）3月31日 路線認定[1]。

## 地理

### 通過する自治体
- 十勝総合振興局
  - 足寄郡
    - 陸別町
    - 足寄町

### 主な接続道路
陸別町
- 北海道道502号斗満陸別停車場線 - 上斗満（起点）

足寄町
- 国道242号 - 大誉地（終点）